# Titans de Trenton
Les Titans de Trenton sont une franchise professionnelle de hockey sur glace en Amérique du Nord qui évoluait dans l'ECHL. L'équipe était basée à Trenton dans le New Jersey aux États-Unis et appartenait au Delaware Valley Sports Group LLC.

## Historique
L'équipe est créée en 1999 et accède à la finale de la Coupe Kelly en 2001 qu'ils perdent contre les Stingrays de la Caroline du Sud 4 matchs à 1. Il faut attendre 2005 pour voir les Titans repartir à la conquête de la Coupe Kelly et la ramener dans le New Jersey sous la direction de Rick Kowalsky en tant que capitaine. Les Titans battent alors les Everblades de la Floride 4 matchs à 2.
Tout au long de son existence, l'équipe sert de club-école pour des franchises de la Ligue américaine de hockey et de la Ligue nationale de hockey : les Lock Monsters de Lowell en 2000-2001, les Phantoms de Philadelphie de 2000 à 2007, les Sound Tigers de Bridgeport de 2001 à 2003 puis en 2005-2006, les Falcons de Springfield en 2003-2004 et les Devils de Lowell en 2006-2007 dans la LAH ; les Islanders de New York de 2000 à 2003 puis en 2005-2006 et les Flyers de Philadelphie de 2000 à 2007 dans la LNH. En 2007, ils deviennent affiliés aux Devils du New Jersey et changent leur nom pour Devils de Trenton. Ils restent affiliés aux Devils jusqu'en 2011 ainsi qu'à leur club-école de la LAH, les Devils de Lowell, devenus les Devils d'Albany en 2010. En 2011, leur coopération avec le New Jersey se termine et ils reprennent leur nom de Titans. Ils sont affiliés jusqu'en 2013 aux Phantoms de l'Adirondack de la LAH et aux Flyers de Philadelphie de la LNH.
Le 23 avril 2013, les Titans annoncent qu'ils cessent leurs activités dans l'ECHL et ne seront pas de retour pour la saison 2013-2014.

## Statistiques
| No | Saison    | PJ | V  | D  | DP | DTB | BP  | BC  | Pts | Classement                    | Séries éliminatoires            | Entraîneur               |
| -- | --------- | -- | -- | -- | -- | --- | --- | --- | --- | ----------------------------- | ------------------------------- | ------------------------ |
| 1  | 1999-2000 | 72 | 37 | 29 | -  | 4   | 233 | 199 | 78  | 4e place, division Nord-Est   | Défaite en finale d'association | Bruce Cassidy            |
| 2  | 2000-2001 | 72 | 50 | 18 | -  | 4   | 236 | 164 | 104 | 1er place, division Nord-Est  | Finalistes                      | Troy Ward                |
| 3  | 2001-2002 | 72 | 46 | 16 | -  | 10  | 238 | 178 | 102 | 1er place, division Nord-Est  | Défaite au deuxième tour        | Peter Horachek           |
| 4  | 2002-2003 | 72 | 38 | 24 | -  | 10  | 229 | 207 | 86  | 4e place, division Nord-Est   | Défaite au premier tour         | Bill Armstrong           |
| 5  | 2003-2004 | 72 | 37 | 28 | -  | 7   | 222 | 193 | 81  | 6e place, division Nord       | Non qualifiés                   | Bill Armstrong           |
| 6  | 2004-2005 | 72 | 42 | 21 | 4  | 5   | 213 | 197 | 93  | 2e place, division Nord       | Vainqueurs de la Coupe Kelly    | Mike Haviland            |
| 7  | 2005-2006 | 72 | 31 | 36 | 2  | 3   | 166 | 214 | 67  | 5e place, division Nord       | Défaite au premier tour         | Doug McKay Tony MacAulay |
| 8  | 2006-2007 | 72 | 36 | 31 | 1  | 4   | 250 | 242 | 77  | 4e place, division Nord       | Défaite au deuxième tour        | Rick Kowalsky            |
| 9  | 2007-2008 | 72 | 29 | 36 | 3  | 4   | 183 | 220 | 65  | 6e place, division Nord       | Non qualifiés                   | Rick Kowalsky            |
| 10 | 2008-2009 | 72 | 40 | 25 | 2  | 5   | 236 | 206 | 87  | 2e place, division Nord       | Défaite au premier tour         | Rick Kowalsky            |
| 11 | 2009-2010 | 72 | 33 | 30 | 4  | 5   | 244 | 252 | 75  | 3e place, division Est        | Non qualifiés                   | Rick Kowalsky            |
| 12 | 2010-2011 | 72 | 27 | 37 | 2  | 6   | 218 | 257 | 62  | 3e place, division Atlantique | Non qualifiés                   | Kevin Dean               |
| 13 | 2011-2012 | 72 | 21 | 41 | 4  | 6   | 211 | 271 | 52  | 4e place, division Atlantique | Non qualifiés                   | Vince Williams           |
| 14 | 2012-2013 | 72 | 32 | 32 | 4  | 4   | 226 | 247 | 72  | 4e place, division Atlantique | Non qualifiés                   | Vince Williams           |

## Logos successifs

Logo des Titans de 1999 à 2007 et de 2011 à 2013
Logo des Devils de 2007 à 2011